# Кшиштоф Комеда
Кшиштоф Комеда (пол. Krzysztof Komeda, справжнє прізвище Trzciński; нар. 27 квітня 1931, Познань — пом. 23 квітня 1969, Варшава) — польський піаніст та композитор, який вважається родоначальником національної школи джазу. Написав музику до 70 фільмів.

## Життєпис
За освітою — отоларинголог.

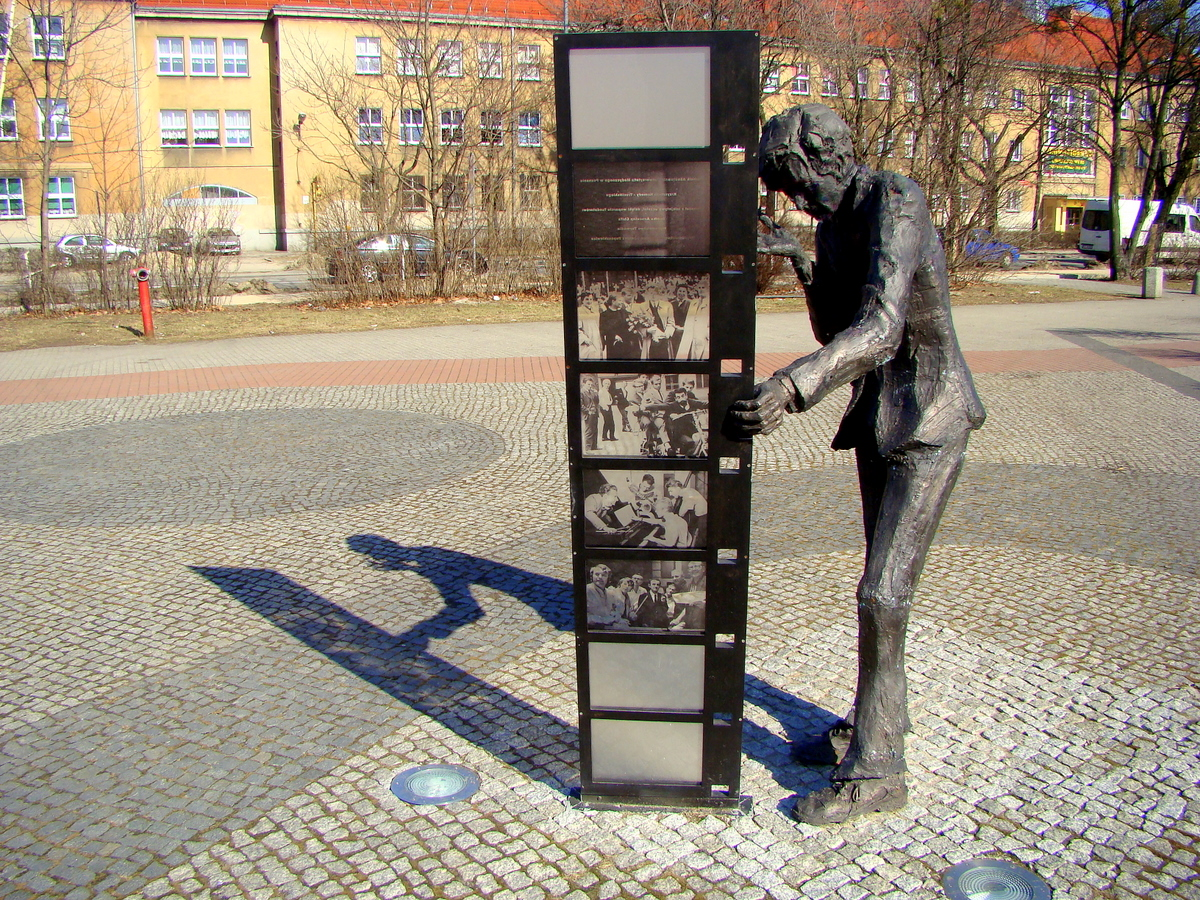
Пам'ятник Комеді у Познані

Був одним з організаторів Джазового день усіх душ у Кракові 1954 р. — першого, ще неформального джазового фестивалю у Польщі, який знаменував початок політичної відлиги.
Перша популярність до нього прийшла на Першому джазовому фестивалі в Сопоті у 1956 році.
У 1956—1962 роках успішно брав участь у музичних фестивалях у Москві, Греноблі та Парижі. Справжній успіх йому приніс альбом Astigmatic (1965) і музика, написана до фільмів Романа Полянського, — «Ніж у воді», «Тупик», «Бал вампірів».
Інші роботи — Перерваний політ (1964).
З 1968 року жив у Лос-Анджелесі, де писав музику до фільмів «Дитина Розмарі» Романа Полянського і «Бунт» Базза Кулика. У грудні того ж року, повертаючись додому в компанії письменника Марека Гласко у стані алкогольного сп'яніння, він був випадково зіштовхнутий вниз по схилу, впав, отримав важкий струс мозку і незабаром впав у кому. Був оперований у Варшаві, але помер.

## Пам'ять
У Слупську щорічно проходить фестиваль джазових композиторів пам'яті Кшиштофа Комеди.